# Richemont (entreprise)
Pour les articles homonymes, voir Richemont.
Richemont ou Compagnie financière Richemont est un groupe spécialisé dans l'industrie du luxe fondé en 1988 par le milliardaire sud-africain Johann Rupert, actionnaire majoritaire du groupe.
Richemont est aujourd’hui le 3ᵉ groupe mondial de luxe pour le chiffres d'affaires, derrière LVMH,[source insuffisante]. L'entreprise représente la huitième capitalisation boursière sur le Swiss Market Index. Son siège social est situé en Suisse, dans le canton de Genève, à Bellevue.

## Histoire
Le groupe Richemont est fondé en 1988 quand la famille d'Afrique du Sud Rupert a séparé ses actifs étrangers de ses actifs sud-africains afin d'éviter les sanctions internationales qui pourraient frapper le régime de l'apartheid. Le groupe se lance avec des parts minoritaires dans la société Cartier Monde SA et Rothmans International, ce qui lui donne également des parts dans Alfred Dunhill, Montblanc et Chloé.
Dans les années 1990, les activités du groupe se séparent en deux pôles : Rothmans International pour le tabac, et Vendôme Luxury Group pour la mode et le luxe. En 1999, Rothmans fusionne avec British American Tobacco, et Richemont possède 23,3 % du nouveau groupe ainsi créé. La même année, Richemont acquiert 60 % du joaillier de luxe Van Cleef & Arpels, 20 % de plus deux ans plus tard, et les 20 restants en 2003.
En 1995, Richemont crée le groupe de télévision NetHold qu'il détient à 50 %. Deux ans plus tard, NetHold fusionne avec Canal + et Richemont détient alors 15 % du groupe audiovisuel français. En 1999, Richemont échange ses 15 % dans Canal + contre 2,9 % du groupe Vivendi.
En 2007, Richemont et Polo Ralph Lauren créent en joint-venture (50/50) Ralph Lauren Watch and Jewelry Company (filiale montres et bijoux de Polo Ralph Lauren). En 2008, Richemont prend un virage stratégique et choisit de se concentrer uniquement sur le luxe. La holding Reinet Investments est créée pour y disposer les actifs non-stratégiques. En 2010, Richemont devient actionnaire majoritaire du site de vente de luxe en ligne Net-a-Porter.
En novembre 2012, le groupe a annoncé la nomination de Bernard Fornas et Richard Lepeu, aux fonctions de codirecteur-général à partir d'octobre 2013, en remplacement de Johann Rupert. En avril de la même année, le groupe ouvre à Paris dans le quartier de l'Opéra, sur plus de 2 000 m2, le plus grand magasin de montres de luxe du monde en partenariat avec l'entreprise Bucherer pour l'exploitation. Celui-ci se trouve à l'emplacement du point de vente Old England, une marque appartenant anciennement au groupe. Richemont est propriétaire des murs. Une vingtaine de griffes sont commercialisées, dont une majorité appartenant à Richemont comme Vacheron Constantin ou Cartier.
En mars 2015, Yoox fusionne avec Net-a-Porter, une filiale à 100 % de Richemont. Les deux entreprises possèdent 50 % des actions de la nouvelle entité, mais Richemont ne possède que 25 % des droits de vote du nouvel ensemble, avec alors l'interdiction d'augmenter sa participation. Ce nouvel ensemble réalise un chiffre d'affaires cumulé de 1,3 milliard d'euros. Parallèlement, avec le recul des ventes en horlogerie sur l'année 2015 en Asie, le groupe supprime 500 postes en Suisse et rachète ses propres stocks de montres sur le marché oriental, notamment à Hong-Kong.
En janvier 2016, Richemont rachète la totalité des parts de l'entreprise Roger Dubuis. En janvier 2018, Richemont annonce l'acquisition de la totalité de Yoox-Net-a-Porter, pour 2,8 milliards de dollars. En mai 2018, Richemont annonce la création de la marque Baume spécialisée dans l'horlogerie eco-responsable et vendu uniquement en ligne. En juin 2018, Richemont annonce l'achat de la société britannique Watchfinder, spécialisée dans l’horlogerie d’occasion haut de gamme, ainsi que la vente de Lancel au groupe italien Piquadro. En octobre 2018, Richemont noue un partenariat avec le chinois Alibaba pour la distribution en ligne de ses produits en Chine.
La rémunération des dirigeants du groupe Richemont a augmenté en moyenne de 14 % en 2018. Au premier semestre 2019, le bénéfice du groupe chute de 61% malgré des ventes en progression.
En juillet 2021, Richemont annonce l'acquisition de Delvaux, une entreprise belge de fabrication de sac à main.
En mai 2024, Nicolas Bos prend la tête du groupe.
En juin 2024, Bernard Arnault prend « une petite participation » dans le groupe Richemont.

## Actionnaires
Liste de principaux actionnaires au 11 octobre 2019.
| Nom                                           | %      |
| Gardner Russo & Gardner                       | 2,05%  |
| Compagnie Financière Richemont (autocontrôle) | 1,88%  |
| Eminence Capital                              | 1,02%  |
| Harris Associates                             | 0,94%  |
| Rupert (famille)                              | 0,54%  |
| William Blair Investment Management           | 0,16%  |
| Eaton Vance Management                        | 0,14%  |
| Principal Global Investors                    | 0,093% |
| Retraités de l'enseignement du Texas          | 0,091% |
| Scopus Asset Management                       | 0,054% |

## Marques
La marque d'horlogerie-joaillerie française Cartier est le fleuron du groupe Richemont, représentant la moitié de son chiffre d'affaires total et les deux tiers de ses résultats comptables, avec une marge opérationnelle de 30 %.
| Nom                         | Secteur | Siège                  | Fabrique |
| --------------------------- | --- | ---------------------- | --- |
| A. Lange & Söhne            | Horlogerie | Glashütte              | Allemagne |
| Baume & Mercier             | Horlogerie | Bellevue (GE)          | Les Brenets (NE, Suisse) |
| Baume                       | Horlogerie | Meyrin (GE)            | Hollande |
| Cartier SA                  | Joaillerie, Horlogerie, Parfums Accessoires (Lunettes, Maroquinerie, foulards, instruments d'écritures, boutons de manchette, briquets, agenda...) | Paris                  | Joaillerie : Le Locle (Suisse) Horlogerie (Suisse) : La Chaux-de-Fonds (NE), Meyrin (GE), Buttes (NE) chez ValFleurier, Les Breuleux (JU) chez Donzé-Baume, Villars-sur-Glâne (FR) Lunettes : Sucy-en-Brie (France) |
| Chloé                       | Mode, Maroquinerie, Accessoires, Prêt-à-porter | Paris                  | - |
| Alfred Dunhill              | Mode | Londres                | Grande-Bretagne |
| IWC                         | Horlogerie | Schaffhouse (SH)       | Schaffhouse (SH, Suisse) |
| Jaeger-LeCoultre            | Horlogerie | Le Sentier (VD)        | Le Sentier (VD, Suisse) |
| Montblanc                   | Montres, Instruments d'écriture | Hambourg               | Le Locle (NE, Suisse) |
| Montegrappa                 | Outils d'écriture | Bassano del Grappa     | Italie |
| Officine Panerai            | Horlogerie | Milan                  | Neuchâtel (Suisse) |
| Piaget                      | Horlogerie | Plan-les-Ouates (GE)   | La Côte-aux-Fées (NE, Suisse) |
| James Purdey & Sons         | Armes et fusils de chasse | Londres                | Grande-Bretagne |
| Shanghai Tang               | Prêt-à-Porter | Hong Kong              | |
| Roger Dubuis                | Horlogerie | Meyrin (GE)            | Genève (Suisse) |
| Vacheron Constantin         | Horlogerie | Plan-les-Ouates (GE)   | Plan-les-Ouates (GE, Suisse) |
| Donzé-Baume                 | Horlogerie : fabrication de boîtiers | Les Breuleux (JU)      | Les Breuleux (JU, Suisse) |
| Procadrans (ex-Stern Group) | Horlogerie : fabrication de cadrans | La Chaux-de-Fonds (NE) | La Chaux-de-Fonds (NE, Suisse) |
| Van Cleef & Arpels          | Joaillerie | Paris                  | Paris (France), Carouge (GE, Suisse) |
| Azzedine Alaïa              | Mode, Couture | Paris                  | France, Italie |
| Yoox Net-a-Porter Group     | Vente en ligne | Milan                  | (distribution internet) |
| Peter Millar                | Prêt-à-Porter | Raleigh                | |
| Giampiero Bodino            | Joaillerie | Milan                  | |

Note : La marque Polo Ralph Lauren est associée au groupe Richemont depuis 2011 par l'intermédiaire de la société Ralph Lauren Watch and Jewelry Company.